# 紫禁城 (小說)
《紫禁城》是一部基于六四事件的小说。

## 奖项
该书获得了施瓦兹卓越奖，比利时卓越奖和其他几个奖项。

## 课程
这本书通常被纳入北美学校的阅读材料。

## 审查
这本书目前在中国被禁止。